# Paritaprevir
Paritaprevir (vorher bekannt als ABT-450) ist ein Acylsulfonamidinhibitor der NS3-4A-Serinprotease, der von Abbott Laboratories für die Behandlung von Hepatitis C hergestellt wird. Wenn dieser in Kombination mit Ritonavir und Ribavirin für 12 Wochen gegeben wird, wird das Hepatitis-C-Virus vom Genotyp 1 nach 24 Wochen zu 95 % eliminiert.
Paritaprevir ist ein Bestandteil der Kombinationspräparate Viekira Pak und Technivie.